# 菲利普·盖里耶
讓-雅克·路易·菲利普·盖里耶（法語：Jean-Jacques Louis Philippe Guerrier，法語發音：[ʒɑ̃ ʒak lwi filip ɡɛʁje]；1757年12月19日—1845年4月15日），海地將領，在1844年5月3日至1845年5月5日出任海地總統。
他是一位受人尊敬的戰士，盖里耶在海地獨立戰爭期間已成功指揮南方黑人軍。海地獨立後他退役並成為一個種植園主。國王亨利一世給他L'AVANCE公爵的世襲稱號。
1844年，在農村的農民和種植園工人因國內的經濟狀況爆發不滿情緒，這些不滿的群體形成被稱為“piquets”的武裝人員。該piquets由一位前軍官路易·讓-雅克·阿考指揮，破壞政府對海地南部的控制，最終他們不斷的成功，piquets的其中一個政治訴求是解散穆拉托人的政府回到黑人的統治。1844年5月，穆拉托人總統夏尔·里维埃-埃拉尔下台，並由黑人老將軍盖里耶出任總統，在1844年5月3日開始上任，但在11個月後，即1845年4月15日去世。